# Ръсел Гилбрук
Ръсел Гилбрук (на английски: Russell Gilbrook; роден на 17 май 1964 г., Лондон) е английски барабанист, най-известен като член на рок групата „Юрая Хийп“.
Развива уменията си в концертни зали във Великобритания. Той е с артисти като Грег Бисонет и е бил на турне с Либърти Де Вито. Той работи и обикаля с Крис Барбър и неговата група, както и с Алън Прайс, и участва в албума му Liberty.
Той също така заменя Кози Пауъл в групата Bedlam (където свири с братята Дейв и Дани Бол и вокалиста Франк Айело). Гилбрук също свири с Pete Bardens в един от албумите му. Работил е също с Тони Айоми, Лони Донеган, Джон Фарнъм, Ван Морисън и Тобиас Самет.
В допълнение към изпълненията и записите Ръсел Гилбрук също е участвал в преподаване на барабани, като е давал уроци по музикалния канал Sky Television и е заемал позиция в Брайтънския институт за съвременна музика, както и е издал няколко учебни помагала. Той е преподавал няколко специализирани курса по барабани в цяла Европа.
В началото на XXI век той свири с групата Essex, която се специализира в кавър версии на песни, състояща се от Дейв Мур (вокали), Пийт Финч (клавишни), Алън Монтаг (бас) и Бен Нютън (китара).
Гилбрук, заедно с Марел Дърмс, проектира бас барабана, на който свири. Той използва барабани Mapex, марка Marrell Lightspeed.
През януари 2007 г. барабанистът Лий Кърслейк напуска „Юрая Хийп“ поради здравословни причини. През март е обявено, че Ръсел Гилбрук ще бъде новият ѝ барабанист. На 14 април 2007 г. Гилбрук дебютира с групата на концерт във Вуокати, Финландия.
През 2012 г. е обявено, че Гилбрук ще бъде барабанистът в новия албум на група „Авантейжа“, The Mystery of Time.

## Дискография с Юрая Хийп

### Студийни албуми
- 2008: Wake the Sleeper
- 2009: Celebration
- 2011: Into the Wild
- 2014: Outsider
- 2015: The Magician's Birthday Party
- 2015: Acoustically Driven
- 2015: Totally Driven
- 2018: Living the Dream

### Албуми на живо
- 2011: Live in Armenia
- 2015: Live at Koko (London 2014)